# Ravnholt (Herrested Sogn)
 For alternative betydninger, se Ravnholt. (Se også artikler, som begynder med Ravnholt)
Ravnholt er en gammel hovedgård, som nævnes første gang i 1382. Gården ligger i Herrested Sogn i Nyborg Kommune. Hovedbygningen er opført i 1592-1620 og til- og ombygget i 1737 og 1846. Sin nuværende form fik herregården ved en hårdhændet restaurering, eller rettere ombygning, 1864-1871 ved H.A.W. Haugsted.
Ravnholt Gods er på 2619,1 hektar med Hellerup og Lykkesholm Slot m.m.

## Ejere af Ravnholt
- (1382-1400) Johan Madsen
- (1400-1425) Jacob Ottesen Bild
- (1425-1550) Slægten Bild
- (1550-1567) Evert Bild
- (1567-1580) Vibeke Podebusk gift Bild
- (1580-1622) Niels Bild
- (1622) Otto Brahe
- (1622-1630) Holger Rosenkrantz
- (1630-1633) Henrik Holck
- (1633-1641) Hilleborg Krafse gift (1) Holck (2) Pogwisch
- (1641-1657) Frantz Pogwisch
- (1657-1688) Christian Skeel
- (1688-1690) Elisabeth Sophie Christiansdatter Skeel gift von Gersdorff
- (1690-1691) Frederik von Gersdorff
- (1691-1701) Charlotte Amalie Frederiksdatter von Gersdorff gift Sehestedt
- (1701-1740) Christian Sehestedt
- (1740-1757) Charlotte Amalie Frederiksdatter von Gersdorff gift Sehestedt
- (1757) Sophie Hedvig Christiansdatter Friis gift Juul
- (1757-1766) Ove Juul
- (1766-1788) Christian Sehestedt Juul
- (1788-1815) Ove Christen Sehestedt Juul
- (1815-1861) Christian Sehestedt Juul
- (1861-1882) Ove Sehestedt Juul
- (1882-1915) ?
- (1915-1941) Christian Ove Sehestedt Juul
- (1941-1948) Ove Christian Sehestedt Juul
- (1948-1982) Christian Ove Sehestedt Juul
- (1982-2004) Ove Christian Sehestedt Juul
- (2004-) Ove Christian Sehestedt Juul / Christian Ove Sehestedt Juul

55°15′39″N 10°34′54″Ø / 55.26083°N 10.58167°Ø